# جو بامبريك
جوزيف جاردينر أبسولوم بامبريك (بالإنجليزية: Joseph Gardiner Absolom Bambrick؛ 3 نوفمبر 1905 – 13 أكتوبر 1983) كان لاعب كرة قدم أيرلندي شمالي لعب مع تشيلسي ووالسول وغلينتوران ولينفيلد.

## وصلات خارجية
- جو بامبريك على موقع قاعدة بيانات كرة القدم.إي يو (الإنجليزية)
- جو بامبريك على موقع ناشيونال فوتبول تيمز (الإنجليزية)